# 4 сентября
4 сентября — 247-й день года (248-й в високосные годы) по григорианскому календарю.
До конца года остаётся 118 дней.
До 15 октября 1582 года — 4 сентября по юлианскому календарю, с 15 октября 1582 года — 4 сентября по григорианскому календарю.
В XX и XXI веках соответствует 22 августа по юлианскому календарю.

## Праздники и памятные дни
См. также: Категория:Праздники 4 сентября

### Международные
- Международный день тхэквондо[2][3].
- Международный день стрельбы из лука (день создания Всемирной федерации стрельбы из лука)

### Национальные
- Аргентина — День иммигранта.

### Профессиональные
- Армения — День спасателя.
- Иран — День кооперации.
- Молдова — День работника таможенной службы.
- Россия — День специалиста по ядерному обеспечению.

### Религиозные
Католицизм
 — Память пророка Моисея;
 — память святой Розы из Витербо.
 Православие
- Память мучеников Агафоника, Зотика, Феопрепия (Боголепа), Акиндина, Севериана и прочих (305—311);
- память священномученика Горазда (Павлика), епископа Чешского и Моравско-Силезского (1942);
- память преподобного Исаакия Оптинского (1894);
- память священномученика Афанасия, епископа Тарсийского (Киликийского) (270—275), преподобной Анфусы (ок. 298) и слуг её, мучеников Харисима и Неофита (270—275);
- память мученицы Евлалии девы (ок. 303)[6];
- память священномучеников Макария (Гневушева), епископа Орловского, Иоанна Бояршинова и Алексия Наумова, пресвитеров (1918);
- память священномучеников Феодора (Смирнова), епископа Пензенского, и с ним Василия Смирнова и Гавриила Архангельского, пресвитеров (1937);
- память священномучеников Иоанна (Троянского), епископа Великолукского, Алексия (Орлова), архиепископа Омского, Александра Ратьковского, Михаила Люберцева и Феодора Маляровского, пресвитеров, преподобномучеников Илариона (Цурикова), Иоанна (Лабы) и Иерофея (Глазкова), иеромонахов (1937);
- празднование в честь Грузинской иконы Божией Матери.

### Именины
- Католические: Екатерина, Моисей, Розалия
- Православные: Агафоник, Акиндин, Александр, Алексей, Анфуса, Ариадна, Афанасий, Боголеп, Василий, Гавриил, Горазд, Евлалия, Зинон, Зотик, Иван, Иерофей, Иларион, Ириней, Исаакий, Макарий, Михаил, Неофит, Ор, Оропс, Парфений, Севериан, Феликс, Феодор, Феодора, Феопрепий, Харисим

## События
См. также: Категория:События 4 сентября

### До XIX века
- 476 — предводитель варваров-наёмников Одоакр сверг римского императора Августула, положив конец Западной Римской империи.
- 1282 — король Арагона Педро III стал королём Сицилии.
- 1479 — после 4 лет борьбы подписан Алкасовашский договор, закончивший Войну за Кастильское наследство. Испания получила Канарские острова.
- 1607 — Бегство графов в Ирландии.
- 1611 — патриарх Московский Гермоген распространил грамоту с анафемой Лжедмитрия и Марины Мнишек.
- 1650 — в Пскове после полугодового мятежа восстановлена власть воевод
- 1669 — предводитель казаков Степан Разин прибыл в Астрахань с повинной русскому правительству за разбои против персов и туркмен.
- 1742 — Русско-шведская война: окружённая шведская армия капитулировала в районе Гельсингфорса.
- 1781 — 44 испанских поселенца основали город Лос-Анджелес, Калифорния, США.
- 1791 — Людовик XVI подписал первую конституцию Франции.
- 1797 — Великая французская революция: переворот 18 фрюктидора.
- 1799 — в Российской империи учреждены городские управы

### XIX век
- 1802 — немецкий филолог Георг Гротефенд предъявил первый в мире удачный перевод вавилонской клинописи.
- 1810 — князь Абхазии Георгий Шаваршидзе принял присягу на верность русскому царю.
- 1827 — Великий пожар уничтожил большую часть города Турку в Финляндии
- 1837 — в Нью-Йоркском университете Сэмюэл Морзе впервые продемонстрировал своё изобретение — телеграф[7][источник не указан 714 дней].
- 1839 — бой у полуострова Цзюлун.
- 1841 — немецкий поэт Август Генрих Гофман фон Фаллерслебен представил написанную им песню «Дойчланд, Дойчланд, юбер аллес», ставшую гимном Германии (слова были наложены на австрийский имперский гимн Гайдна).
- 1842 — спустя 284 года возобновилось строительство Кёльнского собора.
- 1866 — открыто движение по Рязанско-Козловской железной дороге.
- 1870 — во Франции была свергнута Вторая империя Наполеона III и провозглашена Третья республика.
- 1882 — в Нью-Йорке Томас Эдисон запустил первую в мире центральную электростанцию и впервые в истории включил коммерческое электрическое освещение (всего для 85 платных клиентов).
- 1884 — в России отменена автономия университетов в ходе контрреформ.
- 1885 — в Нью-Йорке открылось первое в Соединённых Штатах кафе самообслуживания.
- 1888 — американский изобретатель Джордж Истмен зарегистрировал торговую марку Kodak; в тот же день он получил патент на рулонную фотоплёнку в кассетах и фотокамеру для съёмки на такую плёнку.
- 1893 — в Чикаго открылся первый Конгресс еврейских женщин.

### XX век
- 1909 — в Англии состоялся первый парад бойскаутов.
- 1913 — последнее великое географическое открытие. Экспедиция на ледоколах «Таймыр» и «Вайгач» под руководством Бориса Вилькицкого открыла Землю Николая II и остров Цесаревича Алексея (ныне Северная Земля).
- 1914 — Британия, Россия и Франция пообещали друг другу не заключать сепаратный мир с Германией
- 1923 — первый полёт американского дирижабля «Шенандоа».
- 1928 — Совнарком Украины утвердил новое украинское правописание (действовало до 1933 года).
- 1932 — в Украине создан Институт красной профессуры.
- 1937
  - Лига Наций одобрила проект создания еврейского и арабского государств.
  - в Лозанне агентами НКВД застрелен один из лидеров Коминтерна Игнатий Рейсс, ранее заявивший о переходе в лагерь троцкистов и разрыве со Сталиным.
- 1938 — в газете «Красная Звезда» впервые употреблена фраза «Если меня убьют, считайте меня коммунистом».
- 1939
  - оборона Парашютной вышки в Катовице (Польша).
  - Япония заявила о невмешательстве в европейскую войну
- 1940 — Американская система трансляции «Columbia» продемонстрировала цветное телеизображение на станции W2XAB.
- 1942
  - Вторая мировая война: нацистами уничтожено гетто в Лунинце.
  - в газете «Красноармейская правда» начата публикация поэмы Александра Твардовского «Василий Тёркин».
- 1943
  - Постановлением ГКО № 4043, на вооружение Красной армии был принят ИС-85(ИС-1) с пушкой Д-5Т.
  - состоялась встреча Сталина с тремя иерархами Русской православной церкви. Встреча обозначила поворот в церковной политике СССР.
- 1944
  - Советско-финская война: Финляндия прекратила боевые действия против СССР.
  - правительство Великобритании постановило отправлять в СССР всех военнопленных русского происхождения
- 1945 — Указом Президиума Верховного Совета СССР расформирован Государственный Комитет Обороны.
- 1946
  - ЦК ВКП(б) выступил с критикой фильма «Большая жизнь».
  - Михаил Зощенко и Анна Ахматова исключены из Союза советских писателей.
- 1947 — В Авиньоне (Франция) открылся первый театральный фестиваль. Его организатором был Жан Вилар (Jean Vilar).
- 1948 — королева Нидерландов Вильгельмина отреклась от престола по состоянию здоровья, новой королевой стала её дочь Юлиана.
- 1957 — Начался первый полёт реактивного пассажирского самолёта «ТУ-104А» по маршруту Москва — Нью-Йорк.
- 1959 — В США в продаже появляется новинка — колготки.
- 1962
  - The Beatles записали в студии второй вариант песни Love Me Do, ставший их первым синглом в Великобритании.
  - начало Карибского кризиса: президент Джон Кеннеди предупредил Фиделя Кастро, что США всеми средствами парируют кубинскую военную акцию в зоне своих интересов; в тот же день Москва заявила, что непосредственная интервенция США против Кубы приведёт к глобальному конфликту.
- 1963 — катастрофа «Каравеллы» в Дюрренеше (Швейцария), погибли 80 человек.
- 1964
  - в Шотландии официально открыт Форт-Роуд-Бридж.
  - NASA выводит в космос свою первую орбитальную геофизическую обсерваторию.
- 1965
  - в девятый раз на вершину американского хит-парада поднялись The Beatles с песней Help!
  - в Киеве во время показа фильма «Тени забытых предков» состоялся митинг протеста против новых политических репрессий.
- 1970
  - Сальвадор Альенде избран президентом Чили.
  - прима-балерине Театра им. Кирова Наталии Макаровой предоставлено политическое убежище в Великобритании.
- 1971 — катастрофа Boeing 727 под Джуно, 111 погибших.
- 1972 — американский пловец Марк Спитц стал первым спортсменом в истории, выигравшим 7 медалей на одних Олимпийских играх.
- 1975 — в телеэфир вышел первый выпуск игры «Что? Где? Когда?».
- 1977 — бойня в ресторане «Золотой дракон» в Чайна-тауне Сан-Франциско, 5 погибших, 11 раненых.
- 1980 — подписана в печать «Малая земля» Леонида Брежнева.
- 1985
  - в Израиле прошла денежная реформа; выведен из обращения шекель (с тех пор называемый «старым шекелем») и введён в обращение новый шекель. Курс обмена старых шекелей на новые был 1000 к 1.
  - останки «Титаника» на Атлантическом морском грунте фотографируются с помощью дистанционного управления.
- 1987 — в Москве завершился проходивший со 2 сентября суд над Матиасом Рустом, который был приговорён к 4 годам исправительных работ.
- 1989 — в Лейпциге прошла первая из серии Понедельничных демонстраций.
- 1991
  - Свердловск переименован обратно в Екатеринбург.
  - в Армении национализировано имущество КПСС.
  - над зданием Верховной Рады в Киеве впервые поднят сине-жёлтый флаг.
  - принята декларация о государственном суверенитете Крыма.
- 1997 — в Москве началось четырёхдневное празднование 850-летия города.
- 1998 — основана компания Google.
- 1999 — террористический акт в Буйнакске (Дагестан).

### XXI век
- 2009 — американский десантник Стивен Грин получил 5 пожизненных сроков за зверства над мирным населением в Ираке[8].
- 2010 — землетрясение в Кентербери в Новой Зеландии магнитудой 7.1
- 2020 — Бенедикт XVI, ушедший на покой в 2013 году, достиг возраста 93 лет, 4 месяцев и 16 дней и стал самым возрастным папой римским в истории. Ранее это достижение принадлежало Льву XIII.
- 2023 — сформировался шторм Даниэль, унёсший более 11 500 жизней в Ливии

## Родились
См. также: Категория:Родившиеся 4 сентября

### До XIX века
- 1241 — Александр III (ум. 1286), король Шотландии (1249—1286).
- 1596 — Константин Гюйгенс (ум. 1687), нидерландский поэт, учёный и композитор.
- 1768 — Франсуа Рене де Шатобриан (ум. 1848), французский писатель и политик, один из основателей романтизма во французской литературе.

### XIX век
- 1809 — Юлиуш Словацкий (ум. 1849), поэт-романтик, один из создателей польской романтической драмы.
- 1824 — Антон Брукнер (ум. 1896), австрийский композитор, органист, педагог.
- 1835 — Александр Баженов (ум. 1867), русский драматург, переводчик, театральный критик.
- 1853 — Герман фон Висман (ум. 1905), немецкий исследователь Африки, колониальный губернатор.
- 1874 — Александр Вишневский (ум. 1948), русский и советский военный хирург, академик, создатель знаменитой лечебной мази.
- 1875 — Евгений Лансере (ум. 1946), русский и советский график, живописец, народный художник РСФСР.
- 1887 — Карлис Улманис (ум. 1942), латвийский государственный деятель, Президент Латвии (1936—1940).
- 1892
  - Дариюс Мийо (ум. 1974), французский композитор и дирижёр.
  - Сергей Радлов (ум. 1958), советский театральный режиссёр и педагог, драматург, теоретик и историк театра.
- 1896 — Антонен Арто (ум. 1948), французский драматург, поэт, прозаик, сценарист, театральный режиссёр и критик.

### XX век
- 1904
  - Кристиан-Жак (наст. имя Кристиан Моде; ум. 1994), французский кинорежиссёр.
  - Павел Массальский (ум. 1979), актёр театра и кино, народный артист СССР.
- 1908 — Ричард Райт (ум. 1960), американский писатель.
- 1909 — Валентин Плучек (ум. 2002), главный режиссёр московского Театра сатиры (1957—2002), народный артист СССР.
- 1913
  - Ренато Кастеллани (ум. 1985), итальянский кинорежиссёр и сценарист, обладатель «Золотого глобуса».
  - Кэндзо Тангэ (ум. 2005), японский архитектор, лауреат Притцкеровской премии (1987).
- 1921 ─ Ариэль Рамирес (ум. 2010), аргентинский композитор, автор кантаты «Наше Рождество»
- 1927 ─ Джон Маккарти (ум. 2011), американский информатик, автор термина «искусственный интеллект», основоположник функционального программирования.
- 1928 — Карлен Абгарян (ум. 1995), советский учёный в области технической кибернетики.
- 1929 — Нина Ургант (ум. 2021), российская актриса театра и кино, народная артистка РСФСР.
- 1931 — Александр Спирин (ум. 2020), советский и российский биохимик, академик АН СССР и РАН.
- 1934 — Эдуард Хиль (ум. 2012), эстрадный певец (баритон), народный артист РСФСР.
- 1935 — Людмила Алфимова (ум. 2024), советская и украинская актриса театра и кино, заслуженная артистка Украины (2003).
- 1938 — Маргарита Суворова (ум. 2014), советская эстрадная певица, народная артистка России.
- 1946
  - Анатолий Куликов, советский и российский военачальник, генерал армии, в 1995—1998 гг. глава МВД РФ.
  - Александр Панкратов, советский и российский кинорежиссёр и сценарист.
- 1949
  - Олег Коротаев (убит в 1994), советский боксёр, 5-кратный чемпион СССР, призёр чемпионатов Европы и мира, криминальный авторитет.
  - Григорий Суркис, украинский бизнесмен, политик и футбольный функционер, ныне — один из вице-президентов УЕФА.
- 1952
  - Евгения Глушенко, актриса театра и кино, народная артистка России.
  - Риши Капур (ум. 2020), индийский киноактёр, режиссёр, продюсер.
- 1954 — Виктор Бычков, советский и российский актёр театра, кино и дубляжа, телеведущий.
- 1955 — Евгений Трефилов, советский и российский гандбольный тренер
- 1963 — Джон Ванбисбрук, американский хоккеист, вратарь.
- 1964 — Маркус Циммерман, немецкий бобслеист, двукратный олимпийский чемпион.
- 1966 — Янка Дягилева (погибла в 1991), советская рок-певица, поэтесса, автор-исполнитель.
- 1968 — Инна Пиварс, российская актриса театра и кино, певица, солистка рок-группы «Inna Pivars & The Histriones».
- 1970 — Игор Кавалера, бразильский барабанщик, основатель группы Sepultura.
- 1973 — Кирилл Пирогов, российский актёр театра, кино и дубляжа.
- 1976 — Алексей Герман-младший, российский кинорежиссёр и сценарист.
- 1978 — Уэс Бентли, американский киноактёр.
- 1979 — Максим Афиногенов, российский хоккеист, чемпион мира (2008).
- 1980 — Дэвид Гарретт, немецкий скрипач, композитор.
- 1981 — Бейонсе, американская R&B-исполнительница, танцовщица, музыкальный продюсер, актриса и модный дизайнер.
- 1984 — Константин Барулин, российский хоккеист, вратарь, чемпион мира (2012).
- 1985 — Кейли Хамфрис, американская и канадская бобслеистка, двукратная олимпийская чемпионка.
- 1990 — Ольга Харлан, украинская фехтовальщица, олимпийская чемпионка (2008).
- 1992
  - Виктория Зябкина, казахстанская легкоатлетка, многократный чемпион Азии.
  - Сара Хектор, шведская горнолыжница, олимпийская чемпионка в гигантском слаломе (2022), трёхкратный призёр чемпионатов мира.

## Скончались
См. также: Категория:Умершие 4 сентября

### До XIX века
- 1709 — Жан Франсуа Реньяр (р. 1655), французский драматург.
- 1715 — Франсуа Жирардон, французский скульптор.
- 1750 — Хосе Каньисарес (р. 1676), испанский драматург.
- 1784 — Цезарь Франсуа Кассини (р. 1714), французский астроном и геодезист.

### XIX век
- 1813 — Жан-Франсуа Тома де Томон (р. 1760), французский архитектор и рисовальщик, работавший в России.
- 1821 — казнён Хосе Мигель Каррера (р. 1785), руководитель борьбы за независимость испанских колоний в Южной Америке.
- 1831 — Юзеф Пешка, польский живописец.
- 1845 — Пьер Поль Ройе-Коллар (р. 1763), французский политический деятель и философ.
- 1846 — Виктор-Жозеф Этьен де Жуи (р. 1764), французский писатель и драматург, член Французской академии.
- 1864 — Альберт Смит Уайт[англ.] (род. 1803), сенатор США, чьим именем назван город в Индиане[9]

### XX век
- 1907 — Эдвард Григ (р. 1843), норвежский композитор, дирижёр, пианист.
- 1908 — Рудольф Блауманис (р. 1863), латышский писатель.
- 1930 — Владимир Арсеньев (р. 1872), русский и советский путешественник и этнограф, исследователь Дальнего Востока, писатель («По Уссурийскому краю», «Дерсу Узала»).
- 1942 — Жигмонд Мориц (р. 1879), венгерский писатель, представитель реализма.
- 1963 — Михаил Романов, актёр театра и кино, театральный режиссёр, народный артист СССР.
- 1965 — Альберт Швейцер (р. 1875), немецкий теолог и врач, лауреат Нобелевской премии мира (1952).
- 1967 — Михаил Евдокимов-Рокотовский (р. 1887), советский учёный-строитель (строительство железных дорог, мостов, туннелей), профессор.
- 1975 — Янис Судрабкалнс (р. 1894), народный поэт Латвийской ССР, Герой Социалистического Труда.
- 1980 — Эраст Гарин, советский актёр, режиссёр, сценарист, народный артист СССР.
- 1983 — Василий Ремесло (р. 1907), украинский советский селекционер, академик, автор распространённых сортов зерновых культур, дважды Герой Социалистического Труда.
- 1985 — Василь Стус (р. 1938), украинский поэт, правозащитник, политзаключённый.
- 1986 — Роберто Гавальдон (р. 1909), мексиканский кинорежиссёр и сценарист.
- 1989
  - Жорж Сименон (р. 1903), бельгийский писатель, автор серии детективно-психологических романов о комиссаре Мегрэ.
  - Колин Кларк (р. 1905), британский экономист и статистик.
- 1990 — Айрин Данн (р. 1898), американская актриса.
- 1991 — Чарли Барнет (р. 1913), американский джазовый саксофонист и дирижёр.
- 1994
  - Хаим Лившиц (р. 1912), белорусский советский художник-живописец, преподаватель.
  - Юрий Шорин (р. 1933), советский игрок в хоккей с мячом и хоккей на траве.
- 1997 — Ганс Юрген Айзенк (р. 1916), британский учёный-психолог, автор популярного теста уровня интеллекта — IQ.
- 1998 — Игорь Сорин (р. 1969), российский музыкант, поэт, солист группы «Иванушки International».

### XXI век
- 2006
  - Астрид Варнай (р. 1918), американская певица венгерского происхождения.
  - Стив Ирвин (p. 1962), австралийский зоолог и натуралист, «охотник за крокодилами».
- 2014 — Донатас Банионис (р. 1924), литовский актёр театра и кино, народный артист СССР.
- 2015 — Чандра Бахадур Данги (р. 1939), гражданин Непала, который признан самым низкорослым в истории взрослым мужчиной (занесён в Книгу рекордов Гиннесса).
- 2016 — Новелла Матвеева (р. 1934), российский поэт, бард, драматург, литературовед.
- 2020
  - Пьер Сидос (р. 1927), французский ультраправый политик, идеолог крайнего национализма и антисемитизма.
  - Александр Шенгардт (p. 1925), советский и российский авиаконструктор, главный конструктор самолёта Ту-154.
- 2022 — Борис Лагутин (р. 1938), советский боксёр, двукратный олимпийский чемпион.

## Приметы
- Агафон-огуменник. Агафон — гонит леших вон[10]. Леший на Агафона отправляется бедокурить на гумна, где разбрасывает хлеб. Для предотвращения такой напасти крестьяне выходили сторожить свои сараи. При этом полагалось надеть тулуп наизнанку, сесть непременно в угол, а вокруг себя очертить круг.